# ويليام هود سيمبسون
ويليام هود سيمبسون (بالإنجليزية: William Hood Simpson)‏ هو ضابط أمريكي، ولد في 18 مايو 1888 في ويذرفورد في الولايات المتحدة، وتوفي في 15 أغسطس 1980 في سان أنطونيو في الولايات المتحدة.

## وصلات خارجية
- ويليام هود سيمبسون على موقع الموسوعة البريطانية (الإنجليزية)
- ويليام هود سيمبسون على موقع الموسوعة البريطانية (الإنجليزية)